# Marion Davies
Marion Davies (Brooklyn (Nova York), 3 de gener de 1897– Hollywood, (Califòrnia), 22 de setembre de 1961, va ser una actriu de cinema a més de productora, guionista i filantropista. Entre les pel·lícules en que va participar destaquen When Knighthood Was in Flower (1922) i Show People (1928). Associada per sempre més al personatge de Susan Alexander, una cantant d’òpera sense gens de talent amant de Charles Foster Kane, a Citizen Kane (1941), la pel·lícula no li feia gens de justícia i fins i tot Orson Welles, el director, va lamentar que fos així.

## Biografia
Quarta filla del matrimoni entre Rose Claire Reilly i de Bernard J. Douras, Marion Cecilia Douras (més endavant Marion Davies). Quan tenia només tres anys Charles, el seu germà gran de només 11 anys, va morir ofegat en bolcar-se la barca en la que navegava pel llac Saratoga. Poc després, Marion començaria a tartamudejar. La seva germana Reine fou la primera en dedicar-se al món de l’espectacle debutant a Broadway com a cantant el 1901 sota el nom de Reine Davis, cognom que també adoptaria Marion en començar la carrera artística.
Degut a la tartamudesa, Marion no va ser acceptada en diferents escoles i va acabar sent educada en un convent. Tot i això va continuar essent mal considerada pels companys per lo que ja el 1910 s’iniciava en el món del teatre, primer en companyies que feien gires i ja el 1915 com a corista a Broadway i també com a model per a diferents il·lustradors com Harrison Fisher, Howard Chandler Christy. Després de papers protagonistes en obres com “Stop! Look! LIsten”, el 21 de maig de 1916 va signar un contracte com a noia Ziegfeld de les Ziegfeld Follies. El 1917, mentre actuava als Follies com una actriu molt popular va conèixer el magnat de la premsa de cinquanta-tres anys, William Randolph Hearst, i es va convertir en la seva amant davant la negativa de l’esposa a signar el divorci. Hearst va assumir la direcció de la carrera de Davies i la va promocionar àmpliament com a actriu de cinema als seus diaris. També li feu construir una gran mansió, San Simeon, on viure i la parella mantingué una relació molt duradora com si realment s’haguessin casat.

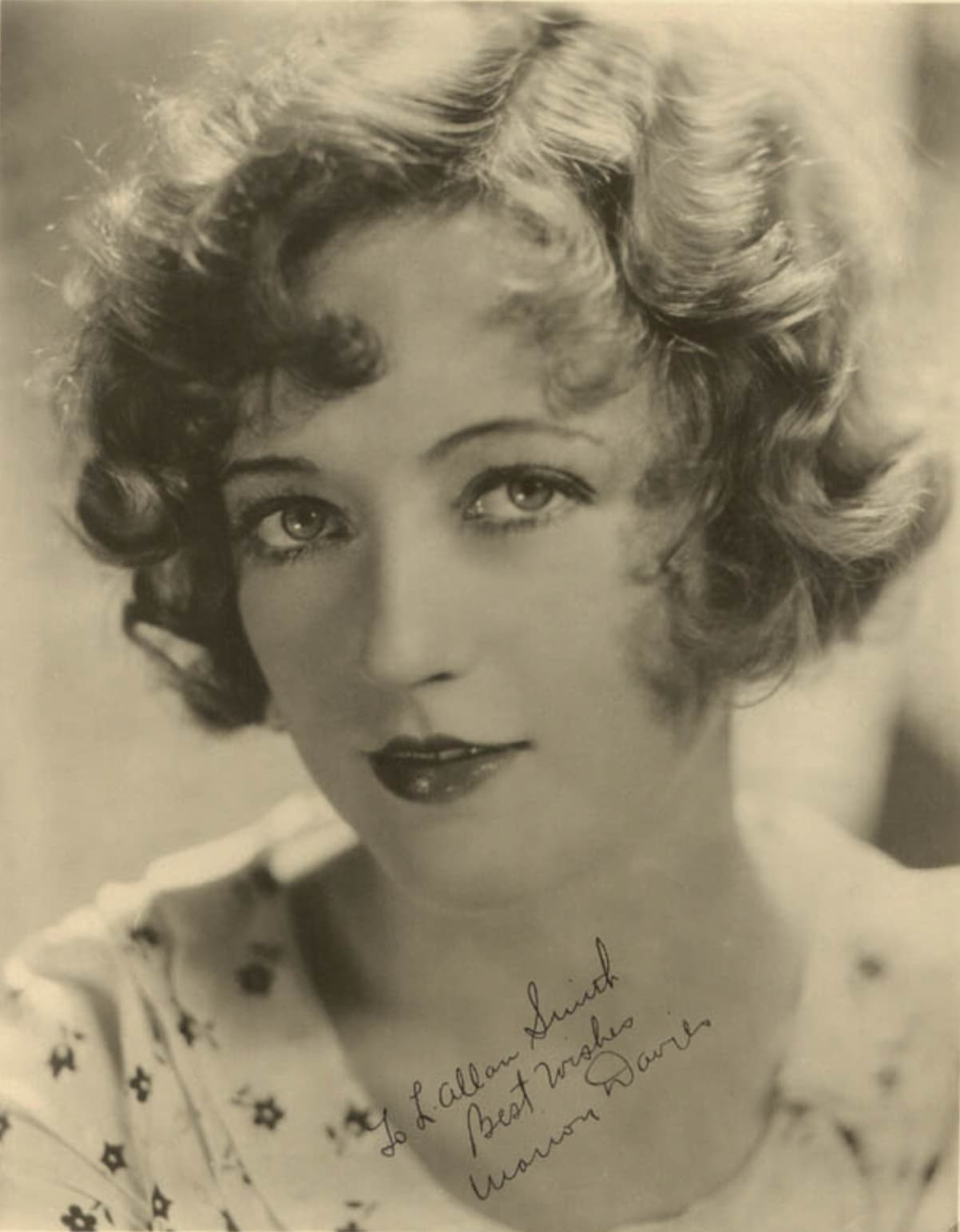
Retrat signat de l'actriu del 1928

Marion va fer el seu debut cinematogràfic el 1917 amb “Runaway, Romany” amb bones crítiques. El 1919 el magnat va fundar Cosmopolitan Pictures per produir les seves pel·lícules. Tot i el gran talent com a actriu còmica, Hearst va voler promocionar-la amb pel·lícules de caràcter dramàtic d’un gran pressupost que cridés el públic.(REF1) El 1925, Davies era l'estrella de taquilla número u a Hollywood gràcies a la popularitat de grans èxits de taquilla com "The Belle of New York" (1919), “When Knighthood Was in Flower” (1922), “Little Old New York” (1923), “Yolanda” (1924) o Lights of Old Broadway (1925). Cap a finals de l’època va tenir l’oportunitat de mostrar la seva vessant còmica a "Tillie the Toiler" (1927) o "The Fair Co-Ed" (1927). El seu millor paper arribaria el 1928 interpretant Peggy Pepper a "Show People".
Durant el zenit de l'era del jazz, Davies es va fer famosa com l'amfitriona de fastuosos vetllades per a actors i executius de Hollywood i elits polítiques. Amb l’arribada del sonor va fer algunes pel·lícules mediocres per a la MGM abans de reprendre el to amb millors produccions com “Five and Ten” (1932) amb Leslie Howard o “Polly of the Circus” (1932) amb Clark Gable. El 1934, Cosmopolitan va trencar amb Mayer per passar a la Warner Bros. on ella va participar en quatre pel·lícules sense gens d’èxit.
Després del declivi de la seva carrera cinematogràfica durant la Gran Depressió, Davies va lluitar contra l'alcoholisme. Es va retirar de la pantalla l'any 1937 per dedicar-se a un Hearst malalt i a la filantropia. En els anys de decadència de Hearst, Davies el va acompanyar fins a la seva mort el 1951. Onze setmanes després de la mort d'Hearst, Davies es va casar amb el capità de vaixell Horace Brown. El seu matrimoni va durar fins a la mort de Davies als 64 anys per osteomielitis maligna de la mandíbula el 1961.
En el moment de la seva mort, la seva associació amb el personatge de Susan Alexander Kane de la pel·lícula "Citizen Kane" (1941) havia eclipsat el seu llegat com a actriu de talent. Susan Kane representava ser una cantant sense talent a qui el magnat protagonista de la pel·lícula intentava promocionar, personatge que suposadament estava inspirat en la vida de Davies. No obstant això, molts comentaristes, inclòs l'escriptor i director de la pel·lícula Orson Welles, van defensar el registre de Davies com a actriu i comediant dotada a qui el patrocini de Hearst va fer més mal que bé.

## Filmografia
- Runaway, Romany (1917)
- Cecilia of the Pink Roses (1918)
- The Burden of Proof (1918)
- The Belle of New York (1919)
- Getting Mary Married (1919)
- The Dark Star (1919)
- The Cinema Murder (1919)
- April Folly (1920)
- The Restless Sex (1920)
- Buried Treasure (1921)
- Enchantment (1921)
- Beauty's Worth (1922)
- The Young Diana (1922)
- A Trip to Paramountown (1922, cameo)
- When Knighthood Was in Flower (1922)
- The Pilgrim (1923)
- Adam and Eva (1923)
- Little Old New York (1923)
- Yolanda (1924)
- Janice Meredith (1924)
- Zander the Great (1925)
- Lights of Old Broadway (1925)
- Ben-Hur (1925)
- Beverly of Graustark (1926)
- The Red Mill (1927)
- Tillie the Toiler (1927)
- The Fair Co-Ed (1927)
- Quality Street (1927)
- The Patsy (1928)
- The Cardboard Lover (1928)
- Show People (1928)
- The Five O'Clock Girl (1928)
- Marianne (1929)
- The Hollywood Revue of 1929 (1929, cameo)
- Not So Dumb (1930)
- The Florodora Girl (1930)
- The Bachelor Father (1931)
- It's a Wise Child (1931)
- Five and Ten (1931)
- Polly of the Circus (1932)
- Blondie of the Follies (1932)
- Peg o' My Heart (1933)
- Going Hollywood (1934)
- Operator 13 (1934)
- Page Miss Glory (1935)
- Hearts Divided (1936)
- Cain and Mabel (1936)
- Ever Since Eve (1937)